# Thee I Worship
Thee I Worship – demo nagrane w sierpniu, roku 1999 w Hertz Studio, Białystok przez grupę Abused Majesty. Jest to całkowicie undergroundowa forma wydania, włącznie z okładką, która jest po prostu lekko przerobionym zdjęciem. Na demie tym znajdziemy cztery utwory, z czego ostatni trwa 18 minut. Wszystkie są zagrane w stylu blackmetalowym. Aby promować swoje wydawnictwo Abused Majesty zagrało wiele koncertów u boku Christ Agony, Sceptic, Domain, Maniac Butcher, Undish, Unnamed, Misteria, Al Sirat. Pierwsze wydanie dema jest już nie do zdobycia.

## Lista utworów
1. "Thee I Worship"
2. "Under The Sign Of The Pentagram"
3. "Bring Forth The Darkness"
4. "Raise Hell"

## Muzycy
- Khopik - wokal
- Socaris - gitara
- Icanraz - perkusja
- Lukas - gitara, gitara basowa